# Wera Serhejewa
Wera Serhejewa (ukrainisch Вера Сергеєва, wiss. Transliteration Vera Serhejeva; * 13. Oktober 1984 in Lemberg) ist eine ehemalige ukrainische Naturbahnrodlerin. Sie startete von 2003 bis 2006 im Weltcup und nahm an jeweils einer Welt- und Europameisterschaft teil.

## Karriere
Wera Serhejewa bestritt ihr erstes Weltcuprennen am 14. Dezember 2003 in Olang. Bei diesem ersten Wettkampf der Saison 2003/2004 erzielte sie nur den 20. und letzten Platz und kam im Rest des Winters zu keinen weiteren Weltcupeinsätzen. Bei der Juniorenweltmeisterschaft 2004 in Kindberg schied sie bereits im ersten Durchgang aus. In der Saison 2004/2005 nahm Serhejewa an fünf der sechs Weltcuprennen teil, kam viermal aber nur als Letzte ins Ziel. Lediglich beim Finale in Olang ließ sie als 14. zwei Starterinnen hinter sich. Im Gesamtweltcup erzielte sie damit den 15. Platz von insgesamt 24 Rodlerinnen, die in diesem Winter Weltcuppunkte gewannen. Als bisher einzige Ukrainerin trat sie im Januar 2005 in Latsch bei einer Weltmeisterschaft an und belegte unter 19 Starterinnen den 17. Platz. In der Saison 2005/2006 nahm Wera Serhejewa wie alle Ukrainer nur an den ersten drei Weltcuprennen teil und erzielte jedes Mal den 15. Platz, womit sie immer unter den letzten drei zu finden war. Im Gesamtweltcup belegte sie damit den 17. Platz von 22 Rodlerinnen. Ihren letzten internationalen Auftritt hatte Serhejewa bei der Europameisterschaft 2006 in Umhausen, wo sie als Drittletzte auf Platz 19 fuhr.

## Sportliche Erfolge

### Weltmeisterschaften
- Latsch 2005: 17. Einsitzer

### Europameisterschaften
- Umhausen 2006: 19. Einsitzer

### Weltcup
- Zweimal unter den besten 20 im Gesamtweltcup
- Fünf Top-15-Platzierungen in Weltcuprennen